# Reservestatisten
|  | Denne artikel er oprettet af botten PalnaBot ud fra en ekstern database. Den kan derfor have sproglige fejl eller mangler. Denne skabelon kan fjernes efter kontrol af indholdet. |

Reservestatisten er en dansk stumfilm fra 1918, der er instrueret af Lau Lauritzen Sr. efter manuskript af Valdemar Andersen og Robert Hansen.

## Handling
Denne artikel mangler et handlingsreferat. Hjælp os med at skrive det.

## Medvirkende
- Frederik Buch - Peter Knopp, reservestatist
- Ragnhild Sannom - Ella Martens/Ellen Hansen, filmstjerne
- Lauritz Olsen - Svend Hansen, Ellas mand
- Carl Schenstrøm